# German Football League
Die German Football League (GFL), offizielle Sponsorenbezeichnung seit 15. Juli 2022 Erima GFL, zuvor ab der Saison 2021 Sharkwater German Football League, ist die erste Bundesliga für American Football der Herren in Deutschland. Die Amateurliga wird vom American Football Verband Deutschland (AFVD) ausgerichtet.

## Geschichte
Gegründet wurde die GFL als Bundesliga im Jahre 1979 unter dem Dach des American Football Bundes Deutschland (AFBD). Gründungsmitglieder der Bundesliga waren folgende Teams: Frankfurter Löwen, Düsseldorf Panther, Munich Cowboys, Ansbach Grizzlies, Bremerhaven Seahawks und Berlin Adler.
Bereits nach dem ersten Jahr der Football-Bundesliga kam es zu Streitigkeiten zwischen einzelnen Teams und dem Verband. Daraus resultierte unter Federführung der Düsseldorf Panther die Gründung eines zweiten Footballverbandes, des „American-Football-Verbandes“ (AFV) sowie mit der Nordwestdeutschen Football-Liga (NFL) einer zweiten deutschen Football-Liga.
Nach zwei Jahren des Parallelbetriebes wurden beide Ligen unter dem Dach des am 16. Oktober 1982 neu gegründeten American Football Verband Deutschland (AFVD) vereinigt und die Endspiele des AFBD als offiziell gewertet, während die Endspiele des AFV als nicht offiziell gelten.
Zur Saison 1999 wurde die 1. Bundesliga in German Football League umbenannt. Seit der Saison 2001 gibt es ein Lizenzierungsverfahren, bei dem die sportlich qualifizierten Vereine ihre wirtschaftlichen Eckdaten dem AFVD offenlegen müssen.
Am 10. Juni 2021 gab der AFVD bekannt, dass der Getränkehersteller SharkWater für die Saison 2021 Namenssponsor der GFL und des German Bowl sei. Seit Sommer 2022 ist der Sportartikelhersteller Erima Namenssponsor der GFL und des GFL Bowls.

### Konkurrenz durch andere Ligen
In der Geschichte der GFL gab es – wie im „Mutterland“ des Sports auch – mehrfach andere Ligen, die explizit oder implizit den Anspruch der GFL, die „höchste deutsche Spielklasse“ zu sein, infrage gestellt haben. Hierzu zählten die Nordwestdeutsche Football Liga (NFL, 1980/81), die Football League of Europe (1994/95), in gewisser Weise die NFL Europe (1991–2007, wobei angesichts der fast ausschließlich aus Nordamerikanern bestehenden Kader der NFLE kaum Vergleichbarkeit der Ligen bestand) und seit 2021 die European League of Football (ELF).
Im Zuge all dieser Abspaltungen und Konkurrenzligen kam es in unterschiedlichen Ausmaß zur Abwerbung von Spielern, Sponsoren und sogar ganzen Mannschaften. Andererseits wurde nach Beendigung des Streits oder Aufgabe der Konkurrenzliga oft ein Teil ihrer ehemaligen Teams oder Fans in GFL und AFVD eingegliedert, so die Düsseldorf Panther aus der NFL, die Hamburg Blue Devils aus der FLE und die von Fans der Frankfurt Galaxy nach Ende der NFL Europe gegründete Frankfurt Universe.

## Spielmodus
Die GFL ist in eine Nord- und eine Südgruppe unterteilt. Bis zur Saison 2010 spielten sechs Mannschaften in jeder Gruppe. Zur Saison 2011 wurde jede Gruppe um ein Team erweitert, sodass danach insgesamt 14 Teams in der GFL spielten. Jede Mannschaft spielte gegen jede andere Mannschaft der eigenen Gruppe sowie gegen die in der letzten Saison gleich platzierte Mannschaft der anderen Gruppe jeweils ein Hin- und ein Rückspiel (Interconference Games), so dass die reguläre Saison 2011 14 Spiele pro Team umfasste. Diese Interconference-Regelung wurde erstmals in der Saison 1998 eingeführt und blieb bis einschließlich zur Saison 2011 bestehen. Im Oktober 2022 gab die GFL bekannt, dass in der Saison 2023 die Interconference-Spiele mit der bereits bestandenen Umsetzung wieder zum Spielplan dazugehören werden. 2025 entschied der Ligaverbund GFL e. V. eine schrittweise Verkleinerung, so dass die Liga ab 2028 nur noch zwölf Mannschaften umfasst. Die starre Aufteilung der regionalen Gruppen nach Bundesländern wird dabei erstmals aufgehoben.
Nach Ende der regulären Saison spielen die jeweils vier Bestplatzierten der beiden GFL-Gruppen in den Play-offs im K.-o.-System den deutschen Meister aus. Dabei spielt der Sieger einer Gruppe gegen den Viertplatzierten der anderen Gruppe und der Zweite der einen Gruppe gegen den Dritten der anderen Gruppe. Das Finale, und damit das Spiel um die deutsche Meisterschaft, ist der German Bowl.
Im Rahmen der Relegation spielt der Letztplatzierte einer jeden GFL-Gruppe gegen den Sieger der entsprechenden Gruppe der niederklassigen 2. Bundesliga (GFL2) um einen Platz in der GFL. Im Jahr 2010 fanden die Relegationsspiele aufgrund der Erweiterung der GFL zwischen dem Letztplatzierten einer GFL-Gruppe und dem Zweitplatzierten der entsprechenden GFL2-Gruppe statt. Das jeweils erstplatzierte Team der GFL2 stieg in diesem Jahr automatisch auf. Dieses Verfahren wurde am Ende der Saison 2011 wiederholt, da ein weiteres Mal jede Gruppe um ein Team erweitert wurde, sodass die Zahl der Teams in der Saison 2012 auf insgesamt 16 stieg.
Gespielt wird nach den deutschen Regeln des AFVD, die auf den Regeln des College Footballs der NCAA basieren.

## Teams

### GFL-Saison 2025

#### GFL Nord
Staffel 1
- Berlin Rebels
- New Yorker Lions
- Paderborn Dolphins
- Potsdam Royals

Staffel 2
- Dresden Monarchs
- Düsseldorf Panther
- Hildesheim Invaders
- Kiel Baltic Hurricanes

#### GFL Süd
Staffel 1
- Kirchdorf Wildcats (Rückzug im März)
- Munich Cowboys
- Schwäbisch Hall Unicorns
- Straubing Spiders

Staffel 2
- Allgäu Comets
- Pforzheim Wilddogs
- Ravensburg Razorbacks
- Saarland Hurricanes

### Zeitleiste
Stand: vor Saison 2024

## Deutscher Meister
Amtierender Meister sind die Potsdam Royals nach einem 27:21-Sieg gegen die Dresden Monarchs im GFL Bowl 2024 am 12. Oktober 2024. Die Royals verteidigten damit ihren Titel von 2023. Rekordmeister sind die Braunschweig Lions (derzeit unter dem Sponsorennamen „New Yorker Lions“) mit insgesamt 12 Titeln (Stand 2022). Die Meisterschaft wurde seit 1979 jedes Jahr mit Ausnahme der Covid-bedingt ausgefallenen Saison 2020 gespielt.
Die zwölf bisherigen Titelträger kommen aus elf verschiedenen Städten. Köln ist die einzige Stadt mit zwei Meisterteams (Red Barons und Crocodiles). Der Stadt des ersten Titelträgers, Frankfurt am Main, gelang es immerhin 2018 wieder einen Vertreter im Endspiel zu haben, jedoch misslang Frankfurt Universe in ihrem bisher einzigen Finale um die deutsche Meisterschaft der Sieg.
Ins Verhältnis gesetzt sind Braunschweigs 18 Endspielteilnahmen mit 12 Siegen etwas mehr als ein Viertel aller Meisterschaften und eine Teilnahme an 2/5 aller Endspiele. Diese Dominanz wird allerdings in anderen Sportarten vom THW Kiel im Handball übertroffen (22 von 71 Meisterschaften seit 1950) sowie vom FC Bayern München im Fußball (31 von 109 Meisterschaften seit 1903). Die Werte von etwa 30 % der Meisterschaften für eine Mannschaft sind jedoch bemerkenswert ähnlich.

### Gruppensieger
Die Braunschweig Lions sind nicht nur Rekordmeister, sondern auch das Team, das seine Gruppe mit 15 Siegen am häufigsten gewinnen konnte. Die Schwäbisch Hall Unicorns halten mit 13 Gruppensiegen in Folge (2011–2024) die längste Serie.  Sowohl Braunschweig als auch Schwäbisch Hall gelang dabei mehrfach eine Perfect Season teilweise gekrönt vom Gewinn aller folgenden Play-off-Spiele und damit der Meisterschaft.
| Saison | Nord                   | Nord                   | Süd                      | Süd                      |
| ------ | ---------------------- | ---------------------- | ------------------------ | ------------------------ |
| 1980   | Frankfurt Löwen        | Frankfurt Löwen        | Ansbach Grizzlies        | Ansbach Grizzlies        |
| 1981   | Frankfurter Löwen      | Frankfurter Löwen      | Ansbach Grizzlies        | Ansbach Grizzlies        |
| 1982   | Cologne Crocodiles     | Cologne Crocodiles     | Ansbach Grizzlies        | Ansbach Grizzlies        |
| 1983   | Düsseldorf Panther     | Düsseldorf Panther     | Ansbach Grizzlies        | Ansbach Grizzlies        |
| 1984   | Düsseldorf Panther     | Düsseldorf Panther     | Ansbach Grizzlies        | Ansbach Grizzlies        |
| 1985   | Düsseldorf Panther     | Düsseldorf Panther     | Ansbach Grizzlies        | Ansbach Grizzlies        |
|        | Nord A                 | Nord B                 | Mitte                    | Süd                      |
| 1986   | Düsseldorf Panther     | Berlin Adler           | Badener Greifs           | Ansbach Grizzlies        |
| 1987   | Düsseldorf Panther     | Berlin Adler           | Badener Greifs           | Noris Rams               |
|        | Nord A                 | Nord B                 | Süd A                    | Süd B                    |
| 1988   | Düsseldorf Panther     | Berlin Adler           | Bad Homburg Falken       | Ansbach Grizzlies        |
| 1989   | Red Barons Cologne     | Berlin Adler           | Badener Greifs           | Noris Rams               |
| 1990   | Düsseldorf Panther     | Berlin Adler           | Badener Greifs           | Munich Cowboys           |
|        | Nord                   | Nord                   | Süd                      | Süd                      |
| 1991   | Berlin Adler           | Berlin Adler           | Noris Rams               | Noris Rams               |
| 1992   | Berlin Adler           | Berlin Adler           | Munich Cowboys           | Munich Cowboys           |
| 1993   | Cologne Crocodiles     | Cologne Crocodiles     | Munich Cowboys           | Munich Cowboys           |
| 1994   | Berlin Adler           | Berlin Adler           | Munich Cowboys           | Munich Cowboys           |
| 1995   | Düsseldorf Panther     | Düsseldorf Panther     | Hanau Hawks              | Hanau Hawks              |
| 1996   | Düsseldorf Panther     | Düsseldorf Panther     | Noris Rams               | Noris Rams               |
| 1997   | Hamburg Blue Devils    | Hamburg Blue Devils    | Hanau Hornets            | Hanau Hornets            |
| 1998   | Braunschweig Lions     | Braunschweig Lions     | Stuttgart Scorpions      | Stuttgart Scorpions      |
| 1999   | Braunschweig Lions     | Braunschweig Lions     | Rüsselsheim Razorbacks   | Rüsselsheim Razorbacks   |
| 2000   | Cologne Crocodiles     | Cologne Crocodiles     | Munich Cowboys           | Munich Cowboys           |
| 2001   | Hamburg Blue Devils    | Hamburg Blue Devils    | Munich Cowboys           | Munich Cowboys           |
| 2002   | Braunschweig Lions     | Braunschweig Lions     | Rhein-Main Razorbacks    | Rhein-Main Razorbacks    |
| 2003   | Braunschweig Lions     | Braunschweig Lions     | Rhein-Main Razorbacks    | Rhein-Main Razorbacks    |
| 2004   | Braunschweig Lions     | Braunschweig Lions     | Marburg Mercenaries      | Marburg Mercenaries      |
| 2005   | Braunschweig Lions     | Braunschweig Lions     | Marburg Mercenaries      | Marburg Mercenaries      |
| 2006   | Braunschweig Lions     | Braunschweig Lions     | Marburg Mercenaries      | Marburg Mercenaries      |
| 2007   | Braunschweig Lions     | Braunschweig Lions     | Stuttgart Scorpions      | Stuttgart Scorpions      |
| 2008   | Kiel Baltic Hurricanes | Kiel Baltic Hurricanes | Marburg Mercenaries      | Marburg Mercenaries      |
| 2009   | Berlin Adler           | Berlin Adler           | Schwäbisch Hall Unicorns | Schwäbisch Hall Unicorns |
| 2010   | Kiel Baltic Hurricanes | Kiel Baltic Hurricanes | Marburg Mercenaries      | Marburg Mercenaries      |
| 2011   | Kiel Baltic Hurricanes | Kiel Baltic Hurricanes | Schwäbisch Hall Unicorns | Schwäbisch Hall Unicorns |
| 2012   | Kiel Baltic Hurricanes | Kiel Baltic Hurricanes | Schwäbisch Hall Unicorns | Schwäbisch Hall Unicorns |
| 2013   | New Yorker Lions       | New Yorker Lions       | Schwäbisch Hall Unicorns | Schwäbisch Hall Unicorns |
| 2014   | New Yorker Lions       | New Yorker Lions       | Schwäbisch Hall Unicorns | Schwäbisch Hall Unicorns |
| 2015   | New Yorker Lions       | New Yorker Lions       | Schwäbisch Hall Unicorns | Schwäbisch Hall Unicorns |
| 2016   | New Yorker Lions       | New Yorker Lions       | Schwäbisch Hall Unicorns | Schwäbisch Hall Unicorns |
| 2017   | New Yorker Lions       | New Yorker Lions       | Schwäbisch Hall Unicorns | Schwäbisch Hall Unicorns |
| 2018   | New Yorker Lions       | New Yorker Lions       | Schwäbisch Hall Unicorns | Schwäbisch Hall Unicorns |
| 2019   | New Yorker Lions       | New Yorker Lions       | Schwäbisch Hall Unicorns | Schwäbisch Hall Unicorns |
|        |                        |                        |                          |                          |
| 2021   | Dresden Monarchs       | Dresden Monarchs       | Schwäbisch Hall Unicorns | Schwäbisch Hall Unicorns |
| 2022   | Potsdam Royals         | Potsdam Royals         | Schwäbisch Hall Unicorns | Schwäbisch Hall Unicorns |
| 2023   | Potsdam Royals         | Potsdam Royals         | Schwäbisch Hall Unicorns | Schwäbisch Hall Unicorns |
| 2024   | Potsdam Royals         | Potsdam Royals         | Schwäbisch Hall Unicorns | Schwäbisch Hall Unicorns |

## Regionale Verteilung

### Nord-Süd-Gefälle
Während die ersten Mannschaften oft im Umfeld süddeutscher Kasernen der Streitkräfte der Vereinigten Staaten von Amerika entstanden, entstand relativ früh eine Dominanz norddeutscher Teams. Nachdem die Frankfurter Löwen sich aufgelöst hatten, gelang es noch bis Mitte der 1980er Jahre den Ansbach Grizzlies ein starkes Team im Süden zu stellen, doch danach setzte ein Vierteljahrhundert nördlicher Dominanz der Liga ein. Die heutige Aufteilung der Liga, welche sowohl Nordrhein-Westfalen als auch die „neuen Länder“ (inklusive beider Teile Berlins) in den „Norden“ einsortiert, führt zu folgender Bilanz: 32 Meisterschaften für Teams aus dem Norden, 11 für Teams aus dem Süden. 27 Endspielteilnahmen für Teams aus dem Süden und 59 für Teams aus dem Norden. Vier „rein südliche“ Endspiele um die deutsche Meisterschaft (I, II, III und XL), 20 „rein nördliche“ Endspiele und 19, bei denen ein Vertreter des Nordens auf einen des Südens traf. Besonders in der Phase zwischen 1986 (letzte Endspielteilnahme der Ansbach Grizzlies) und 2011 (erste Endspielteilnahme der Schwäbisch Hall Unicorns) war die Dominanz des Nordens drückend – lediglich den Munich Cowboys gelang 1993 als süddeutschem Team in dieser Zeit der Gewinn der deutschen Meisterschaft. In 24 Endspielen jener Zeit waren Vertreter des Nordens dabei 19-mal unter sich – nur fünfmal gelang einem Vertreter des Südens das Erreichen des Endspiels. Auch im direkten Vergleich Nord gegen Süd zog der Süden oft den Kürzeren – in 19 Endspielen zwischen Mannschaften aus den beiden unterschiedlichen Regionen ist die Bilanz bisher: 12 Siege für den Norden, 7 für den Süden. Die erfolgreichste Mannschaft des Südens sind dabei die Schwäbisch Hall Unicorns, deren Aufstieg zu einer der besten Mannschaften der Liga zu Beginn der 2010er Jahre die Dominanz des Nordens vorerst gebrochen zu haben scheint.

### Ostdeutsche Teams
Obwohl es zum Zeitpunkt der deutschen Wiedervereinigung keinen organisierten Spielbetrieb im Osten Deutschlands gab, gelang es den Dresden Monarchs bereits 2002 in die höchste Spielklasse aufzusteigen, wo sie eine der längsten ununterbrochenen Zugehörigkeiten zum Oberhaus aufweisen. Wenn man von Berliner Teams absieht, deren Spielort gelegentlich im Ostteil der Stadt ist, von denen die beiden bedeutendsten (Berlin Adler und Berlin Rebels) jedoch im Westteil gegründet wurden, ist Dresden mit Abstand der erfolgreichste Verein aus dem Osten – es gelang 2013 erstmals das Endspiel zu erreichen und 2021 erstmals die Meisterschaft zu gewinnen; beides gelang damit früher einer ostdeutschen Football-Mannschaft der Herren als einer ostdeutschen Fußballmannschaft der Herren. Die Potsdam Royals als ostdeutsches Team aus dem Großraum Berlin konnten 2022 erstmalig ihre Gruppe gewinnen, verloren aber letztlich das Endspiel gegen Schwäbisch Hall. Dies war für Potsdam die einzige Niederlage in jener Saison, während Schwäbisch Hall alle Spiele – auch jene in der Central European Football League – gewann.

## Rekorde
- Meister: Mit zwölf Titeln sind die Braunschweig Lions Rekordmeister der Liga.  Dahinter folgen Berlin Adler und Düsseldorf Panther mit jeweils sechs Meisterschaften, die allerdings alle weit zurückliegen.  Die längste Serie halten ebenfalls die Braunschweiger, die sowohl 2005 bis 2008 als auch 2013 bis 2016 jeweils vier Titel in Folge gewinnen konnten.
- Finalteilnahme: Mit 18 Finalteilnahmen haben auch hier die Braunschweig Lions die Nase vorn.  Mit einigem Abstand folgt Schwäbisch Hall Unicorns, die elfmal das Endspiel erreichten.  Mit zwölf Teilnahmen in Folge (1997–2008) halten die Lions auch die längste Serie vor den Unicorns, die es 2014–2023 auf neun Teilnahmen in Folge brachten.  Die Ansbach Grizzlies waren in den ersten acht Endspielen vertreten, was inzwischen nur noch die drittlängste Serie ist.
- Play-off-Teilnahmen: Hier führen ebenfalls die Braunschweig Lions mit 26 Teilnahmen vor den Berlin Adlern, die mit 25 Teilnahmen bis 2023 noch Rekordhalter waren.  Dahinter folgen die Munich Cowboys mit 24, die Cologne Crocodiles mit 23 und die Schwäbisch Hall Unicorns mit 22 Teilnahmen.  Die Stuttgart Scorpions, die es auf 20 Teilnahmen bringen, halten die längste Serie mit 15 Qualifikationen in Folge von 1998 bis 2012.  Dieser Rekord wurde 2024 von den Unicorns egalisiert, die seit 2009 immer die Play-offs erreichten und diese Serie damit noch weiter ausbauen können.
- Ligazugehörigkeit: Die Munich Cowboys gehen 2025 in ihre 43. Saison in der höchsten deutschen Liga und sind damit Rekordhalter.  Lediglich drei Mal waren die Münchner bisher nicht im Starterfeld.  Dahinter stehen die Berlin Adler mit 38 Spielzeiten, die wie die Cowboys Gründungsmitglied sind, jedoch aktuell nicht der GFL angehören.  Mit ein wenig Abstand folgen die Braunschweig Lions, die 2025 in ihre 32. GFL-Saison gehen.  Dabei sind die Lions seit 1994 ununterbrochen im Oberhaus und halten mit dieser noch andauernden Serie den Rekord.